# John A. Winston
Pour les articles homonymes, voir Winston.
John Anthony Winston, né le 4 septembre 1812 dans le comté de Madison (Alabama) et mort le 21 décembre 1871 dans le comté de Pulaski (Arkansas), est un homme politique démocrate américain. Il est gouverneur de l'Alabama entre 1853 et 1857.